# Яхдул-Лім
Яхдул-Лім (Ягдун-Лім) (*д/н — бл. 1745 до н. е.) — цар міста-держави Каркемиш близько 1764—1745 років до н. е.

## Життєпис
Син царя Аплаганди. Посів трон близько 1764 року до н. е. після раптової смерті брата Ятарамі, до якої Яхдул-Лім, можливо, був причетний. Втім продовжив політику попередників, зберігав вірність ямхадським царям, особливо після знищення вавилонським царем Хаммурапі держави Марі у 1761 році до н. е.
Сприяв посиленню ваги Каркемиша в посередницькій торгівлі в регіоні. Помер близько 1745 року до н. е. Про його спадкоємців нічого невідомо. Період царства Каркемиш до його підкорення наприкінці XVI ст. до н. е. Мітанні дотепер залишається «білою плямою» в історії.